# 岩国市立美和中学校
岩国市立美和中学校（いわくにしりつ みわちゅうがっこう）は、山口県岩国市美和町にある公立中学校。

## 沿革
- 1964年（昭和39年）
  - 4月1日 - 下畑中学校、生見中学校を統合して開校[1]。
  - 5月7日 - 校章を制定[1]。
- 1965年（昭和40年）
  - 4月1日 - 秋中中学校を統合[1]。
  - 4月11日 - 校旗を作成[1]。
  - 9月19日 - 校舎を落成[1]。
- 1966年（昭和41年）
  - 1月10日 - 遠距離通学生用の冬季寄宿舎を設置[1]。
  - 12月19日 - 校歌を作成（作詞：横水正治、作曲：西村初見）[1]。
- 1969年（昭和44年）4月1日 - 坂上中学校を統合[1]。
- 1975年（昭和50年）3月20日 - 美和ライオンズクラブより「響」の像が寄贈される[1]。
- 1976年（昭和51年）3月31日 - 守田常磐校長より、退職記念として校訓碑が寄贈される[1]。
- 1991年（平成3年）9月1日 - 校舎を改修[1]。
- 1996年（平成8年）1月19日 - 全日本学校緑化コンクールで入選[1]。
- 1997年（平成9年）10月1日 - 全国花いっぱいコンクールにて優秀賞を受賞[1]。
- 1998年（平成10年）
  - 2月12日 - 全日本学校関係緑化コンクールにて準特選を受賞[1]。
  - 2月25日 - 山口県学校環境緑化コンクールにて最優秀賞を受賞[1]。
- 2005年（平成17年）10月22日 - 第60回国民体育大会に体操部が出場[1]。
- 2006年（平成18年）3月20日 - 市町村合併により、「岩国市立美和中学校」に改称[1]。
- 2007年（平成19年）7月1日 - コミュニティ・スクール学校運営協議会を結成[1]。
- 2020年（令和2年） - 小中一貫教育を開始[2]。

## 部活動

### 運動部
- 野球部
- バレーボール部

### 文化部
- 総合文化部

## 通学区域
以下の小学校区を通学区域とする。
- 岩国市立美和小学校[3]

## アクセス

### バス
- 「美和総合支所」バス停から徒歩で約2分

## 周辺
- 美和保健センター
- 岩国市美和総合支所
- 岩国市美和公民館
- 美和武道館
- 美和農林業者トレーニングセンター